# Páginas del diario de Mauricio
Páginas del diario de Mauricio és una pel·lícula franco-hispano-Mexicana-Cubana de 2006, del gènere drama, dirigit per Manuel Pérez Paredes.

## Sinopsi
El dia que compleix 60 anys, Maurício decideix repassar la seva vida, recordant la situació econòmica de Cuba amb l'enfonsament de la Unió Soviètica i la dura crisi econòmica dels darrers dotze anys, en gran part a causa de l'embargament imposat pels Estats Units.
Això té lloc durant els Jocs Olímpics d'Estiu del 2000, just abans de l'entrada del nou mil·lenni. La pel·lícula destaca el temperament explosiu de l'home cap a la seva darrera dona, la recentment morta professora Mirtha.

## Repartiment
- Rolando Brito — Maurício
- Blanca Rosa Blanco — Mirtha
- Larisa Vega Alamar — Elena
- Enrique Molina — Guillermo
- Yipsia Torres — Tatiana
- Patrício Wood — Bobby
- Solanye Ramón — Lucía

## Nominacions i premis
Va guanyar el premi al millor guió a la XIII Mostra de Cinema Llatinoamericà de Lleida Anteriorment havia guanyat el premi especial del jurat al Festival de Cinema Iberoamericà de Huelva de 2006.